# 天津市第四十一中学
天津市第四十一中学，又名天津外国语大学第二附属中学，历史可以追溯至1933年由张岫溪等捐资创建的私立志达中学。